# CM-32 Yunpao
CM-32 «Юньбао» (кит. трад. 雲豹裝甲車, упр. 云豹装甲车, пиньинь Yúnbào zhuāng jiǎ chē, палл. Юньбао чжуан цзя чэ, буквально: «бронемашина „Дымчатый леопард“», часто записывают как Yúnpào, также обозначают как TIFV (сокр. англ. Taiwan Infantry Fighting Vehicle)) — современная тайваньская многоцелевая бронированная машина.
Запланировано произвести 650 бронемашин в различных конфигурациях. Общая стоимость программы приобретения CM-32 оценивается в $1,8 млрд. К 2018 году на вооружение ВС Китайской Республики планируется принять 368 CM-32.

## История создания и производства
ББМ была названа в честь исчезающего дымчатого леопарда. На разработку CM-32 было потрачено $21,9 млн. Разработчиком бронемашины является ирландская компания Timoney Technology Limited. Производитель — тайваньский Центр по разработке вооружений (Ordnance Readiness Development Center).
CM-32 создан для замены гусеничных бронетранспортёров местного производства СМ-21 (вариант M113) и полноприводных четырёхколёсных Кадиллак Коммандо.
CM-32 является второй попыткой наладить производство национального бронетранспортера для ВС Китайской Республики. Первым был проект бронетранспортера CM-31 «Быстрый Леопард» с колесной формулой 6х6, который был закрыт в 2000 году. Бронемашина создавалась совместно с ирландской компанией Timoney Technology Limited для лицензионного производства в Тайване. Проект был признан неудачным и в 2002 году была начата разработка CM-32 для замены несостоявшегося CM-31.
Бронемашина CM-32 была впервые показана в 2005 году. Президент Чэнь Шуйбянь заявил журналистам, что проект создаст новые рабочие места и сможет улучшить обороноспособность Китайской Республики.
Мелкосерийное производство ББМ CM-32 было начато в 2007 году, крупносерийное — в 2010 году.

## Описание конструкции

### Вооружение
CM-32 в модификации БМП вооружена 20-мм автоматической нарезной пушкой и 7,62-мм пулемётом. Бронемашина в варианте бронетранспортёра оснащается 40-мм автоматическим станковым гранатомётом или 12,7-мм пулемётом.

### Защищённость
Броня CM-32 призвана обеспечивать круговую защиту от 7,62-мм бронебойных пуль и защиту от 12,7-мм бронебойных пуль в лобовой проекции. Однако на практике, 12,7-мм бронебойные пули пробивают не только внешнюю броню машины во фронтальной проекции, но, после неё, ещё и внутреннюю бронеперегородку, отделяющую расположенное впереди МТО от боевого отделения.
Днище бронемашины имеет V-образную форму. Противоминная защита обеспечивает выживаемость экипажа при подрыве до 12 кг тротила под любым колесом.

### Подвижность
ББМ CM-32 приводится в движение дизельным двигателем Caterpillar C12 мощностью 450 л.с. Бронемашина способна развивать до 110 км/ч по шоссе и до 8 км/ч на плаву.

## Критика проекта
Проект столкнулся с многочисленными проблемами: законодательная инерция, бюджетные ограничения и конструктивные недостатки. Во время показа в 2005 году БМП не смогла подняться на 70% подъём. Впоследствии критике подверглись радиус поворота, вес и бронезащита. В 2008 году производство CM-32 приостанавливалось из-за появлений трещин в бронекорпусе. В марте 2010 года тайваньская газета Apple Daily со ссылкой на военные источники сообщила, что CM-32 не отвечает требованиям баллистической защиты, так как на испытаниях 12,7-мм пули поразили одну из бронемашин.

## Модификации
- бронетранспортёр — вооружён 40-мм автоматическим станковым гранатомётом или 12,7-мм пулемётом; экипаж состоит из 2 человек, десант — 8 человек.
- боевая машина пехоты — вооружена 20-мм автоматической пушкой и 7,62-мм пулемётом; экипаж состоит из 3 человек, десант — 6 человек.
- боевая командирская машина
- машина огневой поддержки пехоты, вооружённая 105-мм пушкой
- 120-мм самоходный миномёт

## Операторы
- -  Китайская Республика -  около 270 CM-32 Yunpao на 2017 год [11] (в планах закупить до 650 единиц[12] )

## Галерея фотографий

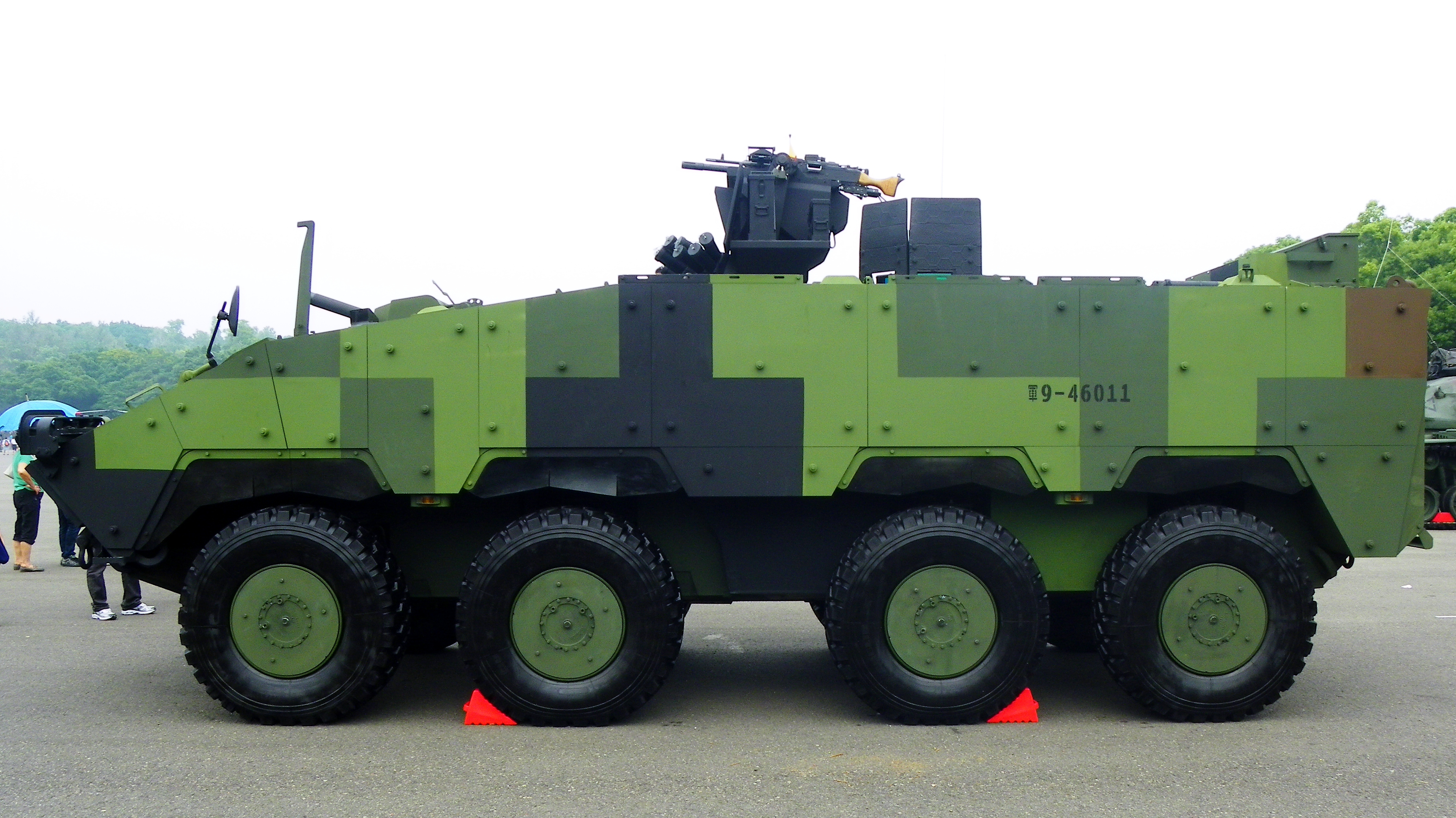
ББМ CM-32 в модификации бронетранспортера
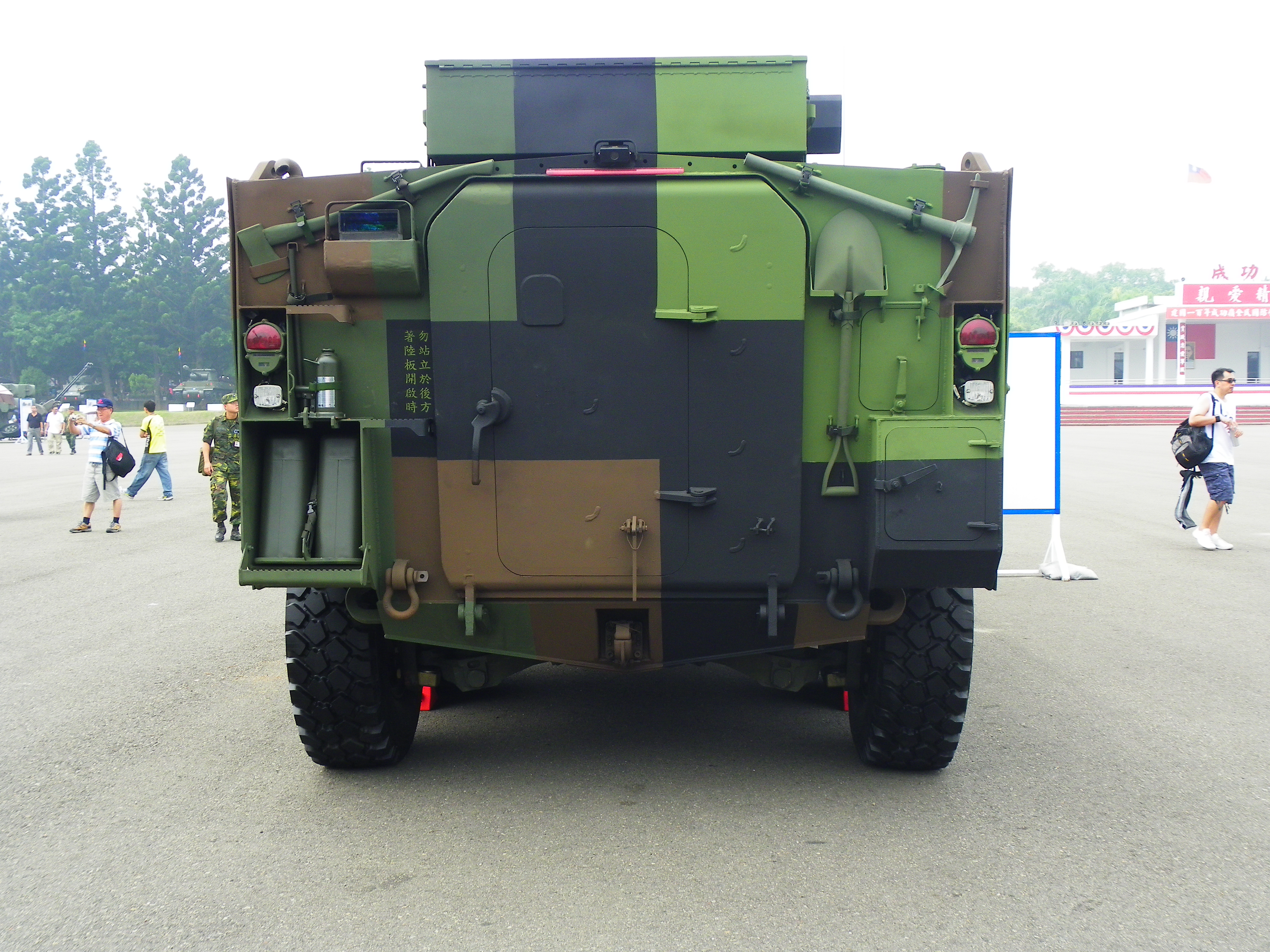
ББМ CM-32: вид сзади
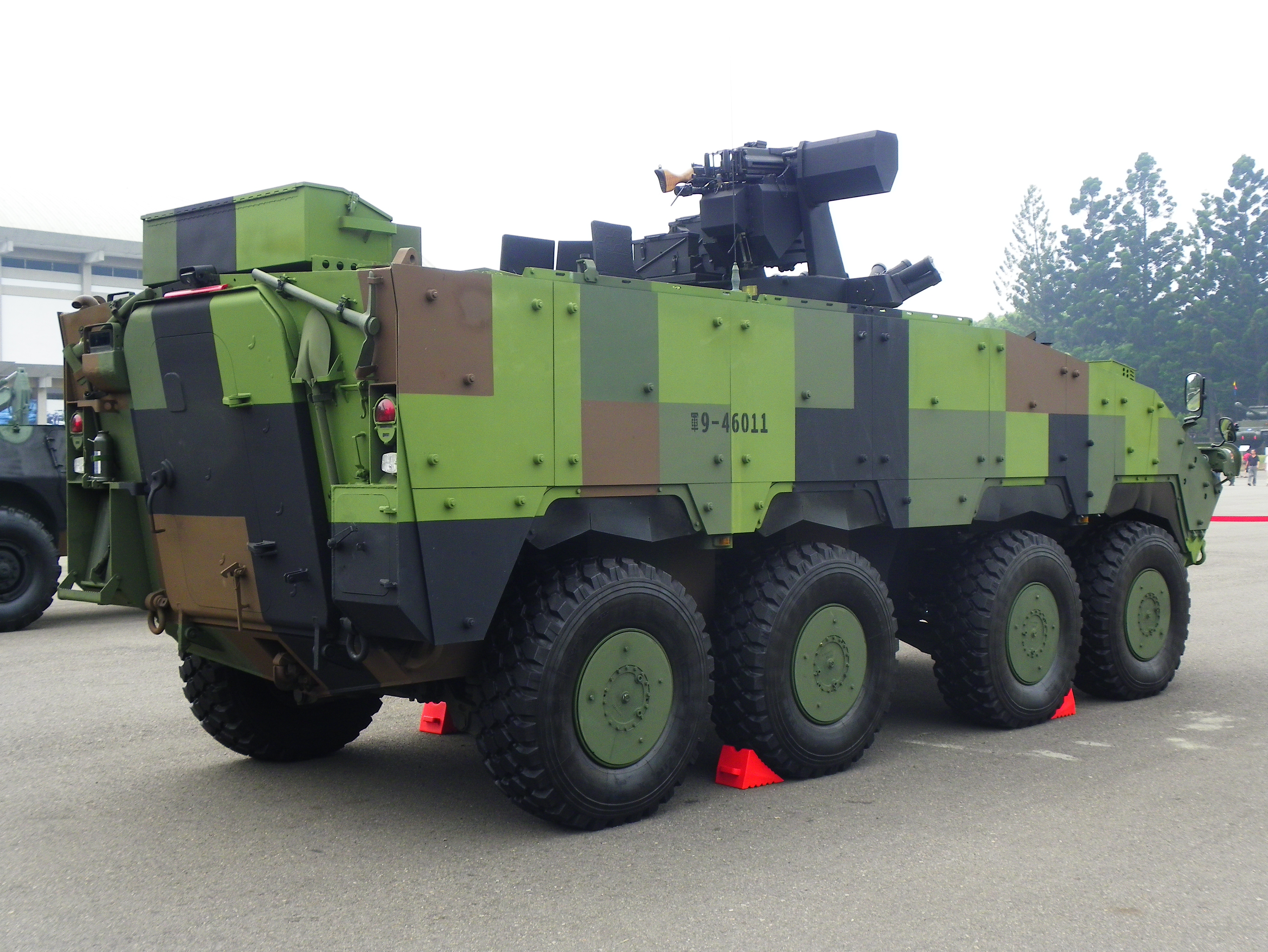
ББМ CM-32: вид сбоку

## Сравнения с современными колёсными ББМ 8×8
|                                     | БТР-3Е1          | БТР-4Е           | БТР-82А     | Boxer            | VBCI        | Patria AMV  | LAV III     | Pandur II   |
| ----------------------------------- | ---------------- | ---------------- | ----------- | ---------------- | ----------- | ----------- | ----------- | ----------- |
| Внешний вид                         |                  | [[               |             |                  |             |             |             |             |
| Год принятия на вооружение          | 2011             | 2011             | 2013        | 2011             | 2008        | 2003        | 1999        | 2007        |
| Боевая масса, т                     | 16,5             | 21,9             | 15,4        | 33,0             | 25,6        | 22,0        | 16,95       | 22,0        |
| Экипаж                              | 3                | 3                | 3           | 3                | 3           | 3           | 3           | 2           |
| Десант                              | 8                | 7                | 7           | 8                | 8           | 8           | 7           | 12          |
| Автоматическая пушка                | 1 × 30-мм        | 1 × 30-мм        | 1 × 30-мм   | —                | 1 × 25-мм   | 1 × 30-мм   | 1 × 25-мм   | 1 × 30-мм   |
| ПТРК                                | «Барьер»         | «Барьер»         | —           | —                | —           | —           | —           | «Спайк»     |
| Пулемёты                            | 1 × 7,62-мм      | 1 × 7,62-мм      | 1 × 7,62-мм | 1 × 12,7-мм      | 1 × 7,62-мм | 1 × 7,62-мм | 1 × 7,62-мм | 1 × 7,62-мм |
| Автоматический станковый гранатомёт | 1 × 30-мм АГС-17 | 1 × 30-мм АГС-17 | —           | 1 × 40-мм HK GMG | —           | —           | —           | —           |
| Мощность двигателя, л. с.           | 325              | 442              | 300         | 720              | 550         | 490         | 350         | 435         |
| Удельная мощность, л. с./т          | 19,7             | 20,2             | 19,5        | 21,8             | 21,5        | 22,3        | 20,6        | 19,8        |
| Макс. скорость, км/ч                | 100              | 110              | 100         | 100              | 100         | 100         | 100         | 105         |
| Запас хода по шоссе, км             | 600              | 690              | 600         | 1050             | 550         | 800         | 450         | 700         |
| Преодолеваемый брод, м              | плавает          | плавает          | плавает     | 1,5              | 1,2         | плавает     | 1,2         | плавает     |

|                                     | Stryker     | Фреччиа     | Лазар 2     | Pars        | Terrex           | Тип 96      | ZBL-09      | CM-32       |
| ----------------------------------- | ----------- | ----------- | ----------- | ----------- | ---------------- | ----------- | ----------- | ----------- |
| Внешний вид                         |             |             |             |             |                  |             |             |             |
| Год принятия на вооружение          | 2002        | 2009        | н/д         | 2012        | 2010             | 1996        | 2009        | н/д         |
| Боевая масса, т                     | 16,5        | 26,0        | 24,3        | 26,0        | 24,0             | 14,6        | 21,0        | 22,0        |
| Экипаж                              | 2           | 3           | 3           | 2           | 2                | 2           | 3           | 3           |
| Десант                              | 9           | 8           | 10          | 11          | 11               | 8           | 8           | 6           |
| Автоматическая пушка                | —           | 1 × 25-мм   | 1 × 30-мм   | —           | —                | —           | 1 × 30-мм   | 1 × 20-мм   |
| ПТРК                                | —           | —           | «Малютка»   | —           | —                | —           | «HJ-73»     | —           |
| Пулемёты                            | 1 × 12,7-мм | 2 × 7,62-мм | 1 × 7,62-мм | 1 × 12,7-мм | 1 × 7,62-мм      | 1 × 12,7-мм | 1 × 7,62-мм | 1 × 7,62-мм |
| Автоматический станковый гранатомёт | —           | —           | —           | —           | 1 × 40-мм CIS-40 | —           | —           | —           |
| Мощность двигателя, л. с.           | 350         | 550         | 480         | 524         | 450              | 360         | 440         | 450         |
| Удельная мощность, л. с./т          | 21,2        | 21,1        | 19,7        | 20,1        | 18,75            | 24,7        | 20,9        | 20,5        |
| Макс. скорость, км/ч                | 100         | 110         | 100         | 100         | 105              | 100         | 100         | 110         |
| Запас хода по шоссе, км             | 500         | 800         | 800         | 700         | 600              | 500         | 800         | 800         |
| Преодолеваемый брод, м              | 1,2         | 1,5         | 1,3         | плавает     | плавает          | 1,2         | плавает     | плавает     |